# Liste der Monuments historiques in Courthézon
Die Liste der Monuments historiques in Courthézon führt die Monuments historiques in der französischen Gemeinde Courthézon auf.

## Liste der Bauwerke
| Bezeichnung                                | Beschreibung                | Standort                            | Kennzeichnung | Schutzstatus   | Datum     | Bild           |
| ------------------------------------------ | --------------------------- | ----------------------------------- | ------------- | -------------- | --------- | -------------- |
| Belfried                                   |                             | 8 rue de l’Ancienne Mairie (Lage)   | PA00082030    | Inscrit        | 1952      | weitere Bilder |
| Fontaine Bellecroix                        |                             | rue de Chalon rue du Couvent (Lage) | PA00082031    | Inscrit        | 1976      |                |
| Schloss Val-Seille Becken                  | beherbergt heute die Mairie | 142 boulevard Jean Vilar (Lage)     | PA00132747    | Inscrit        | 1994      | weitere Bilder |
| Stadtbefestigung Umwallung, Türme, Kurtine |                             | (Lage)                              | PA00082032    | Classé Inscrit | 1984 2012 | weitere Bilder |

## Liste der Objekte
- Monuments historiques (Objekte) in Courthézon in der Base Palissy des französischen Kulturministeriums (französisch)